# Virgen niña rezando (Zurbarán)
Virgen niña rezando, o La Virgen niña en oración o María niña es el tema de dos cuadros del pintor Francisco de Zurbarán, casi iguales, que componen las referencias 274 y 275 en el catálogo razonado y crítico, realizado por la historiadora del arte Odile Delenda, especializada en este pintor.

## Tema de las obras
La iconografía de la vida de la Virgen niña tuvo un gran éxito en la España del Siglo de Oro. Las normas dictadas por el Concilio de Trento pedían tratar este tema, no solamente con dulzura y candor, sino también con discretas referencias a la Pasión de Cristo. El arte de Zurbarán se adaptaba perfectamente a estas indicaciones. Estos dos lienzos representan a María, con unos cuatro o cinco años, haciendo una pausa en su labor de costura para rezar. En su regazo hay un paño blanco, identificable con el sudario de Cristo, en el que quizás pensaba la niña en aquel momento. Zurbarán pudo estar influido por algún grabado reproduciendo la Virgen cosiendo, de Guido Reni, pero lo más probable es que se inspirara en el Evangelio del pseudo-Mateo, o más bien en el Flos sanctorum de Pedro de Ribadeneyra —en ambos se cuenta que María aprendió a coser en el Templo de Jerusalén— o tal vez en la Vita Christi de Ludolfo de Sajonia, quien refiere que María niña trabajaba, a veces hilando y a veces cosiendo.

## Análisis de las obras

### Versión del Museo del Hermitage
- Pintura al óleo sobre lienzo; 73,5 x 53,5 cm;
- San Petersburgo, Museo del Hermitage.[5]
- Fecha de realización: ca.1658-1660;
- Catalogado por O.Delenda con el número 274 y por Tiziana Frati con el número 474.[6]

En este lienzo, el pintor elimina los elementos hogareños simbólicos que aparecían en Virgen niña en éxtasis, reducidos aquí a una simple silla de espadaña y a un cojín verdoso, sobre el cual reposa la labor abandonada. Zurbarán representa a María niña orando, con sus manitas juntas, su rostro dirigido hacia el Cielo, toda ella sumida en un hermoso éxtasis. Viste un traje rojo, con bonitos bordados en el cuello y en los puños, y porta un manto azul recogido en su brazo derecho. Esta presentación sencilla acentúa la expresión del recogimiento de María.

#### Procedencia
1. Ámsterdam, colección del banquero holandés W. G. Coeswelt;
2. Comprado por el zar Nicolás I de Rusia, en 1814;
3. San Petersburgo, Museo del Hermitage.[8]

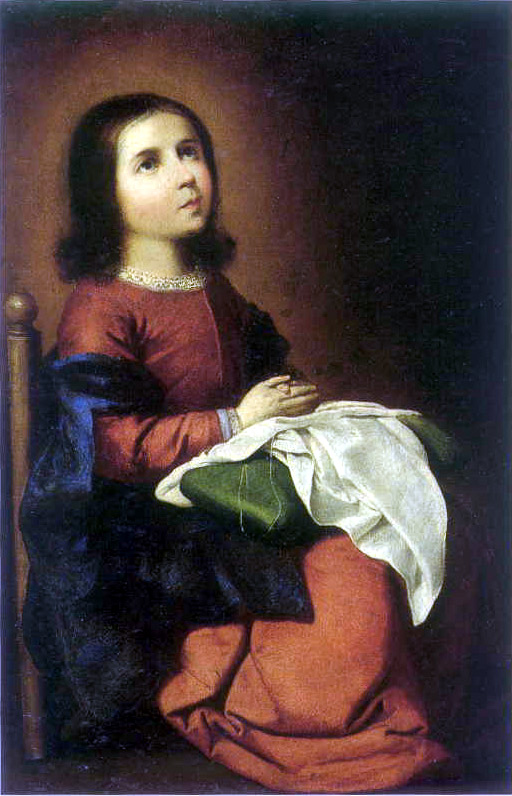
Versión de la Fundación Rodríguez Acosta.

### Versión de Granada
- Pintura al óleo sobre lienzo; 80 x 54,5 cm;
- Granada, Instituto Gómez Moreno de la Fundación Rodríguez Acosta.[9]
- Fecha de realización: ca.1660;
- Catalogado por O.Delenda con el número 275 y por Tiziana Frati con el número 475.[10]

Este lienzo es casi idéntico al anterior, pero presenta algunas variantes. La niña es la misma, pero parece tener algo más de edad, más inquieta y menos ensimismada. También el punto de vista de la pintura es más cercano. El estado de conservación no es óptimo, pero alguna zona del lienzo poco dañada, como la ocupada por la silla, denota la calidad pictórica propia de los objetos hogareños representados por Zurbarán.

#### Procedencia
1. Valladolid, Medina del Campo, convento (no identificado);
2. Madrid, colección Gómez Moreno; Granada,
3. legado en 1972 al Instituto Gómez Moreno de la Fundación Rodríguez Acosta.[12]